# Farkas Zoltán (zenetörténész)
Farkas Zoltán (Sátoraljaújhely, 1964. 1964. május 7. –) zenetörténész, zenekritikus.

## Pályája
A budapesti Zeneakadémia zenetudományi tanszakán muzikológusi és zeneirodalomismeret-tanári diplomát szerzett.
1987-től 2006-ig az MTA Zenetudományi Intézet tudományos kutatójaként dolgozott, emellett a Magyar Nemzet, majd a Muzsika zenekritikusa volt.
2006-2010 között a Bartók Rádió főszerkesztője, 2011-2015 között intendánsa. 2009-ben alapította a Bartók Rádió Zenebeszéd című műsorát, amely azóta a 300. adásán is túljutott. 2015-2017 között a Reformáció 500 Emlékbizottság zenei referense volt, 2017-től a Bartók Béla Emlékház igazgatója.
Kutatási területei a 18. századi magyarországi zene és a kortárs magyar zene. Ismeretterjesztő könyveket, kismonográfiákat publikált a bécsi klasszikáról, illetve magyar zeneszerzőkről (Istvánffy Benedek, Sári József, Fusz János), tanulmányokat írt többek közt Ligeti György, Szőllősy András, Kurtág György, Jeney Zoltán és Eötvös Péter zenéjéről.